# Vigesimaal
Vigesimaal betekent twintigtallig en verwijst naar een getalsysteem dat 20 als grondtal hanteert.
Het wordt onder andere in het Maya, Baskisch en verschillende Keltische talen gebruikt en overblijfselen zijn te vinden in het Deens bij 50, 60, 70, 80 en 90, Frans bij 70, 80 en 90 en de Nederlandse woorden stijg en snees en het Engelse woord score voor een twintigtal. Daarnaast vormde het de basis voor de gewichtenstelsels en de munteenheid van het Britse rijk.
| Getal | Taal     | Korte vorm | Lange vorm         | Betekenis               | Betekenis                                   |
| ----- | -------- | ---------- | ------------------ | ----------------------- | ------------------------------------------- |
| 20    | Albanees |            | njëzet             | één twintig             | {\displaystyle 1\cdot 20}                   |
| 40    | Albanees |            | dyzet              | twee twintig            | {\displaystyle 2\cdot 20}                   |
| 50    | Deens    | halvtreds  | halvtredsindstyve  | halfderde keer twintig  | {\displaystyle (3-{\tfrac {1}{2}})\cdot 20} |
| 60    | Deens    | tres       | tresindstyve       | drie keer twintig       | {\displaystyle 3\cdot 20}                   |
| 70    | Deens    | halvfjerds | halvfjerdsindstyve | halfvierde keer twintig | {\displaystyle (4-{\tfrac {1}{2}})\cdot 20} |
| 80    | Deens    | firs       | firsindstyve       | vier keer twintig       | {\displaystyle 4\cdot 20}                   |
| 80    | Frans    |            | quatre-vingts      | vier twintigen          | {\displaystyle 4\cdot 20}                   |
| 90    | Deens    | halvfems   | halvfemsindstyve   | halfvijfde keer twintig | {\displaystyle (5-{\tfrac {1}{2}})\cdot 20} |
| 90    | Frans    |            | quatre-vingt-dix   | vier twintig tien       | {\displaystyle 4\cdot 20+10}                |